# Places (hudební skupina)
Places byla česká alternativní rocková/indie rocková skupina původem z Ostravy, která vznikla v roce 2010.
Svůj sound postupně vypracovala do indie-rockové současnosti, která nezapře ani vlivy post-rocku a shoegaze. Po třech "podomácku nahraných" demo EPs kapela přišla s debutovou deskou Distant Edges (X Production, 2016) a singlem Goodbye to Me (Traveller) (2017) pod produkcí Tomáše Neuwertha. V současné době má kapela na kontě další singly; Anxiety (2018), Nobody Get Hurt (2019) a Quiet Sirens (2020).
Zasněné atmosférické krajiny zdobené naléhavým vokálem zpěvačky Evy Konečné místy připomínají britské kapely spojené s labelem 4AD. Kapela má za sebou vystupování na prestižních domácích festivalech (Colours of Ostrava, Metronome, Rock for People, United Islands, Hradecký slunovrat, Beseda u Bigbítu..), účast na mezinárodním showcase festivalu Nouvelle Prague 2018, předskakování britským Wolf Alice v pražské Roxy, koncerty nejen v ČR, ale také v Rakousku, Maďarsku a busking v berlínských ulicích.
Kapela se v prvních letech existence hledala pomocí různých cest a přístupů, nicméně stále vycházela z kytarové hudby. Během let došlo na pár personálních změn, ale čtyři pětiny kapely jsou původní. V současné době Places fungují v tomto složení: Eva Konečná (zpěv), Ondřej Dlouhý (kytara), Jakub Vašíček (kytara), Martin Hampel aka Marcyn (bicí) a Tomáš Žatek (basová kytara).
Debutové album Distant Edges vyšlo v dubnu 2016 pod labelem X Production. Vzniklo pod producentským dohledem Tomáše Neuwertha (známého z kapel Umakart, Kittchen, Kafka band, Nierika, LU etc.), který je také podepsán pod finálním mixem. O mastering se postaral Steve Kitch z anglického Devonu, do jehož rukou byla svěřena i alba skupin jako Anathema, Opeth nebo The Pinneaple Thief.
Na albu, na němž Places společně s Tomášem Neuwerthem pracovali v kopřivnickém studiu Animan už od poloviny roku 2014, je devět písní, jejichž společným tematickým jmenovatelem je lidská duše, touha, bolest, odloučení a zmatek. Texty jsou často inspirovány příběhy a pocity skutečných lidí, hudba je v mnoha případech dílem okamžiku. Za hudební vlivy kapela považuje rozličné interprety - od současných Foals či Daughter až ke klasikám jako jsou Pink Floyd nebo Mike Oldfield.

## Diskografie

### Alba
- Distant Edges (X Production; 2016)
- I Can't Let My Hands Fight Against Your Waterfall (X Production; 2021)

### Singly
- Goodbye to Me (Traveller) (X Production; 2017)
- Anxiety (X Production; 2018)
- Nobody Get Hurt (X Production; 2019)
- Quiet Sirens (X Production; 2020)

### EP
Tyto nahrávky jsou z doby, kdy kapela vystupovala pod názvem The Places, jedná se o rané demosnímky.
- Never Be Alone (vlastní náklad; 2011)
- In Our Alley (vlastní náklad; 2012)
- '13 (vlastní náklad; 2013)

## Videoklipy
- 4AM (2016)
- Postcards from Berlin (2016)
- 13 Days Ago (Live in Studio Animan) (2017)
- Goodbye to Me (Traveller) (2017)
- Anxiety (2018)
- Nobody Get Hurt (2019)
- Quiet Sirens (2020)